# Portugaliæ Musica
Portugaliæ Musica ist eine Reihe mit Werken älterer portugiesischer Musik. Sie enthält geistliche und weltliche Werke überwiegend aus der Zeit von 1600 bis 1800. Sie wird von der Fundação Calouste Gulbenkian herausgegeben und erscheint seit 1959 in Lissabon. 

## Inhaltsübersicht
Band / Titel / Komponist / Erscheinungsjahr usw. / Separatbände (= S)
- 01. Flores de Música para o Instrumento de Tecla e Harpa (Lisboa, 1620), Vol. I / Manuel Rodrigues Coelho / 1976 / ISBN 972-666-013-0
- 02. 
  - L'Amore Industrioso (1769). partes de orquestra / João de Sousa Carvalho / 1964 / ISBN 972-666-058-0
  - L'Amore Industrioso (1769). Partitura / João de Sousa Carvalho / 1964 / ISBN 972-666-058-0
- 03. Flores de Música para o Instrumento de Tecla e Harpa (Lisboa, 1620), Vol. II / Manuel Rodrigues Coelho / 1999 / ISBN 972-666-070-X
- 04. Várias Obras de Música Religiosa 'A Cappella' / Estêvão Lopes Morago / 1961
- 05. Liber Primus Missarum (Lisboa, 1625), Vol. I / Frei Manuel Cardoso / 1998 / ISBN 972-666-074-2
- 06. Liber Primus Missarum (Lisboa, 1625), Vol. II / Frei Manuel Cardoso / 1962 / ISBN 972-666-020-3
- 07. Tenção. Arte de Música Contrapontística para Tecla (século XVII) / João da Costa de Lisboa / 1977 / ISBN 972-666-042-4
- 08. 
  - Sinfonia nº 1, em Mi bemol Maior, Op. 11. partes de orquestra / João Domingos Bomtempo / 1963
  - Sinfonia nº 1, em Mi bemol Maior, Op. 11. partitura / João Domingos Bomtempo / 1963
- 09. 
  - Il Duca di Foix (1805). partes de orquestra / Marcos Portugal / 1964
  - Il Duca di Foix (1805). Partitura / Marcos Portugal / 1964
- 10. 80 Sonatas para Instrumentos de Tecla / Carlos Seixas / 1992 / ISBN 972-666-053-X[1]
- 11. Livro de Obras de Órgão (1695) / Frei Roque da Conceição / 1998 / ISBN 972-666-049-1
- 12. 
  - La Spinalba ovvero Il Vechio Matto. partes de orquestra / Francisco António de Almeida / 1969 / ISBN 972-666-041-6
  - La Spinalba ovvero Il Vechio Matto. Partitura / Francisco António de Almeida / 1969
  - La Spinalba ovvero Il Vechio Matto. redução para piano e voz / Francisco António de Almeida / 1969 / ISBN 972-666-041-6
- 13. Livro de Vários Motetes (Lisboa, 1648) / Frei Manuel Cardoso / 1968 / ISBN 972-666-024-6
- 14.
  - Penélope (1782). partes de orquestra / João de Sousa Carvalho / 1968
  - Penélope (1782). Partitura / João de Sousa Carvalho / 1968
- 15.
  - Concerto em Lá Maior para Cravo e Orquestra de Arcos. partes de orquestra / Carlos Seixas / 1986 / ISBN 972-666-011-4
  - Concerto em Lá Maior para Cravo e Orquestra de Arcos. Partitura / Carlos Seixas / 1986 / ISBN 972-666-011-4
- 16. 
  - Abertura em Ré Maior. partes de orquestra / Carlos Seixas / 1986 / ISBN 972-666-005-X
  - Abertura em Ré Maior. Partitura / Carlos Seixas / 1986 / ISBN 972-666-005-X
- 17. 
  - Sinfonia em Si bemol Maior para Orquestra de Arcos. partes de orquestra / Carlos Seixas / 1986 / ISBN 972-666-039-4
  - Sinfonia em Si bemol Maior para Orquestra de Arcos. Partitura / Carlos Seixas / 1986 / ISBN 972-666-039-4
- 18. 
  - Nocturno para Orquestra Sinfónica. partes de orquestra / António Fragoso / 1968
  - Nocturno para Orquestra Sinfónica. Partitura / António Fragoso / 1968
- 19. Antologia de Organistas do Século XVI / Vários / 1998 / ISBN 972-666-051-3
- 20. Liber Secundus Missarum / Frei Manuel Cardoso / 1970 / ISBN 972-666-021-1
- 21. Obras Diversas, vol. I / Estêvão de Brito / 1972 / ISBN 972-666-026-2
- 22. Liber Tertius Missarum / Frei Manuel Cardoso / 1973 / ISBN 972-666-022-X
- 23. 
  - Le Nozze d' Ercole ed Ebe (1795). partes de orquestra / Jerónimo Francisco de Lima / 1973
  - Le Nozze d' Ercole ed Ebe (1795). Partitura / Jerónimo Francisco de Lima / 1973
- 24. Trovas para Canto e Piano / Francisco de Lacerda / 1973 / ISBN 972-666-046-7
- 25. Obras Selectas para Órgão (MS 964 da Biblioteca Pública de Braga) / Vários / 1998 / ISBN 972-666-052-1
- 26. Cantica Beatae Mariae Virginis (Magnificat) / Frei Manuel Cardoso / 1974 / ISBN 972-666-010-6
- 27. Liber Missarum / Filipe de Magalhães / 1975 / ISBN 972-666-018-1
- 28. Romances e Canções a 3 e 4 Vozes Mistas / Manuel Machado / 1998 / ISBN 972-666-037-8
- 29. Vilancicos Portugueses (séc. XVI e XVII) / Vários / 1976 / ISBN 972-666-047-5
- 30. Obras Diversas, vol. II / Estêvão de Brito / 1976 / ISBN 972-666-027-0
- 31. Cancioneiro Musical d'Elvas (séc. XVI) / Vários / 1992 / ISBN 972-666-062-9
- 32. Opera Omnia / Diogo Dias Melgaz / 1978 / ISBN 972-666-032-7
- 33. Obras Selectas / João Rodrigues Esteves / 1980 / ISBN 972-666-029-7
- 34. 25 Sonatas para Instrumentos de Tecla / Carlos Seixas / 1998 / ISBN 972-666-048-3
- 35. Obras para Piano / João Domingos Bomtempo / 1980 / ISBN 972-666-028-9
- 36. 12 Sonatas para Cravo / Francisco Xavier Baptista / 1981 / ISBN 972-666-012-2
- 37. Antologia de Polifonia Portuguesa (1490–1680) / Vários / 1982 / ISBN 972-666-060-2
- 38. Sonatas para Tecla do Século XVIII / Vários / 1982 / ISBN 972-666-040-8
- 39. Psalmi tum Vesperarum, tum Completorii: Item Magnificat Lamentationes e Miserere, Vol. I / João Lourenço Rebelo / 1982 / ISBN 972-666-035-1
- 40. Psalmi tum Vesperarum, tum Completorii: Item Magnificat Lamentationes e Miserere, Vol. II / João Lourenço Rebelo / 1982 / ISBN 972-666-036-X
- 41. Psalmi tum Vesperarum, tum Completorii: Item Magnificat Lamentationes e Miserere, Vol. III / João Lourenço Rebelo / 1982 / ISBN 972-666-055-6
- 42. Psalmi tum Vesperarum, tum Completorii: Item Magnificat Lamentationes e Miserere, Vol. IV / João Lourenço Rebelo / 1982 / ISBN 972-666-054-8
- 43. Vilancicos do Século XVIII do Mosteiro de Santa Cruz de Coimbra / Anónimos / 1983 / ISBN 972-666-061-0
- 44. Modinhas Luso-Brasileiras / Vários / 1984 / ISBN 972-666-057-2
- 45. Fugas para Órgão do Século XVIII / José da Madre de Deus / 1984 / ISBN 972-666-014-9
- 46. Vilancicos e Tonos / António Marques Lésbio / 1985 / ISBN 972-666-002-5
- 47. Vilancetes, Cantigas e Romances do Século XVI / Anónimos / 1986 / ISBN 972-666-063-7
- 48. Trente-Six Histoires pour Amuser les Enfants d'un Artiste / Francisco de Lacerda / 1986 / ISBN 972-666-064-5
- 49. Obras Sacras / Gaspar Fernandes / 1990 / ISBN 972-666-003-3
- 50. Obras Litúrgicas (vol. I: Livro de Vésperas, vol II: Livro da Quaresma) / Francisco Martins / 1991 / ISBN 972-666-056-4
- 51. Livro de Antífonas, Missas e Motetes / Francisco Garro / 1998 / ISBN 972-666-069-6
- 52. Cantatas Humanas a Solo, 1ª parte (1723) /  Jaime de la Té y Sagau / 1999 / ISBN 972-666-073-4

Separatbände
- S 01. Terceiro Tento do Primeiro Tom / Manuel Rodrigues Coelho / 1959
- S 05, 06, 13, 22. Obras Várias I / Frei Manuel Cardoso / 1976 / ISBN 972-666-030-0
- S 20, 26. Obras Várias II / Frei Manuel Cardoso / 1976 / ISBN 972-666-031-9
- S 27. Missa de Beata Virgine Maria / Filipe de Magalhães / 1976 / ISBN 972-666-065-3
- S 31. Cancioneiro Musical d'Elvas (séc. XVI) / Vários / 1977 / ISBN 972-666-067-X
- S 47. Vilancetes, Cantigas e Romances do Século XVI / Vários / 1986 / ISBN 972-666-068-8